# Danny Whitten
Danny Whitten (8 mai 1943-18 novembre 1972) était le guitariste du groupe Crazy Horse, une formation de musique rock avec Ralph Molina (batterie) et Billy Talbot (basse).
Les trois musiciens formaient depuis 1962 le noyau dur de The Rockets, un groupe de bar, avant que Neil Young ne les recrute pour une tournée et son deuxième album solo Everybody Knows This Is Nowhere. La chanson "Running Dry" sous-titrée "Requiem For The Rockets", a été écrite à propos de la séparation des Rockets qui est devenu ensuite Crazy Horse.
Comme beaucoup de musiciens de la fin des années 1960, Danny Whitten commença à prendre de l'héroïne et ne tarda pas à devenir dépendant. Son addiction aboutit à son éviction de Crazy Horse en 1972.
En prévision de la tournée faisant suite à la sortie de son album Harvest, Neil Young fit appel à lui mais Danny Whitten, complètement drogué, était incapable de jouer. Le 18 novembre 1972, Neil le renvoya du groupe et lui donna un billet d'avion retour pour Los Angeles ainsi qu'un billet de 50 $. Plus tard dans la nuit, Danny mourut d'une overdose d'un mélange de Valium et de vodka. Très touché par sa mort, Neil Young lui dédiera l'album Tonight's the Night. C'est aussi à propos de son addiction à l'héroïne que Neil Young écrivit la chanson "The Needle and the Damage Done".
Il sera remplacé par plusieurs musiciens avant qu'en 1975 Frank Sampedro prenne la place durablement. 

## Albums

### Crazy Horse
- Crazy Horse (1971),
- Loose (1971),

### Neil Young avec Crazy Horse
- Everybody Knows This Is Nowhere (1969),
- After the Gold Rush (1970),
- Tonight's the Night (1975).